# ロベール・ド・ヴェルマンドワ
ロベール・ド・ヴェルマンドワ（Robert de Vermandois, 907年頃 - 966/8年）は、モー伯（在位：946年 - 966/8年）、トロワ伯（在位：956年 - 966/8年）。ヴェルマンドワ伯エルベール2世と、西フランク王ロベール1世娘アデルとの間の息子。
ロベールは、ブルゴーニュ公ジルベール・ド・シャロンの娘でトロワ伯領相続人のアデライードと結婚し、3人の子女をもうけた。
- エルベール3世（935年頃 - 995年） - モー伯、トロワ伯
- アデール（935年頃 - 982年頃）[1][注 1] - アンジュー伯ジョフロワ1世と結婚
- アデライード（955年頃 - 991年頃） - 下ロレーヌ公シャルルと結婚